# Đảo Yeongheung
Đảo Yeongheung là một hòn đảo năm trong vùng biển Hoàng Hải, thuộc phạm vi biên giới của thành phố cảng Incheon. Diện tích của hòn đảo này khoảng 23,46 km² với hơn 4.000 người cùng sinh sống.